# Morada do Samba
Morada do Samba é um sambódromo-barracão localizado na cidade de Cabo Frio, Rio de Janeiro, sendo localizado ao lado do Espaço de Eventos da cidade.
Inaugurada em 2006, mas só liberada em 2007, a Morada do Samba, além de ser o palco dos desfiles, concentra os barracões das escolas de samba do Grupo Especial e do Grupo de acesso, sendo dividida em duas alas. É um equivalente da Marquês de Sapucaí e da Cidade do Samba cariocas ao mesmo tempo.
No primeiro desfile ocorrido na Morada, a Vermelho e Branco venceu o grupo principal das escolas de samba de Cabo Frio.

## Informações
- Investimento previsto de R$ 4 milhões
- Barracões possuem 500m², sendo 20 de largura e 25 de comprimento. As estruturas são sustentadas por vigas metálicas que deixarão o vão livre com sete metros de altura, ideal para um melhor trabalho junto aos carros alegóricos